# Großer Preis von Deutschland 2008
Der Große Preis von Deutschland 2008 (offiziell Formula 1 Grosser Preis Santander von Deutschland 2008) fand am 20. Juli auf dem Hockenheimring in Hockenheim statt und war das zehnte Rennen der Formel-1-Weltmeisterschaft 2008.

## Berichte

### Hintergrund
Nach dem Großen Preis von Großbritannien führten Lewis Hamilton und die beiden Ferrari-Piloten Kimi Räikkönen und Felipe Massa in der Fahrerwertung punktgleich mit 48 Punkten. In der Konstrukteurswertung führte Ferrari mit 14 Punkten vor BMW Sauber und mit 24 Punkten vor McLaren-Mercedes.
Mit Fernando Alonso und Rubens Barrichello (jeweils einmal) traten zwei ehemalige Sieger zu diesem Grand Prix an.

### Training
Im ersten freien Training fuhr Hamilton die Bestzeit vor seinem Teamkollegen Heikki Kovalainen und Massa. Aufgrund des Regens in der ersten Hälfte des Trainings bot die Strecke schwierige Verhältnisse. Einziger Ausfall war Robert Kubica, der in eine Barriere abflog.
Im zweiten freien Training fuhr erneut Hamilton die Bestzeit vor den beiden Ferraris. Im Gegensatz zum ersten Training war die Strecke nun trocken, weshalb es eher zu technischen als zu fahrerischen Problemen kam.
Im dritten freien Training war Kovalainen Schnellster vor Massa und Hamilton. Wie schon zuvor war die Strecke trocken und es kam nur zu wenigen kleinen Zwischenfällen.

### Qualifying
Das Qualifying bestand aus drei Teilen mit einer Nettolaufzeit von 45 Minuten. Im ersten Qualifying-Segment (Q1) hatten die Fahrer 18 Minuten Zeit, um sich für das Rennen zu qualifizieren. Die besten 15 Fahrer erreichten den nächsten Teil. Massa war Schnellster. Die beiden Force-India-Piloten sowie Barrichello, Kazuki Nakajima und Nelson Piquet jr. schieden aus.
Der zweite Abschnitt (Q2) dauerte 15 Minuten. Die schnellsten zehn Piloten qualifizierten sich für den dritten Teil des Qualifyings. Hamilton war Schnellster. Sébastien Bourdais, Nico Rosberg, Timo Glock, Nick Heidfeld und Jenson Button schieden aus.
Der letzte Abschnitt (Q3) ging über eine Zeit von zwölf Minuten, in denen die ersten zehn Startpositionen vergeben wurden. Hamilton fuhr mit einer Rundenzeit von 1:15,666 Minuten die Bestzeit vor Massa und Kovalainen und sicherte sich so seine neunte Pole-Position und die dritte in dieser Saison.

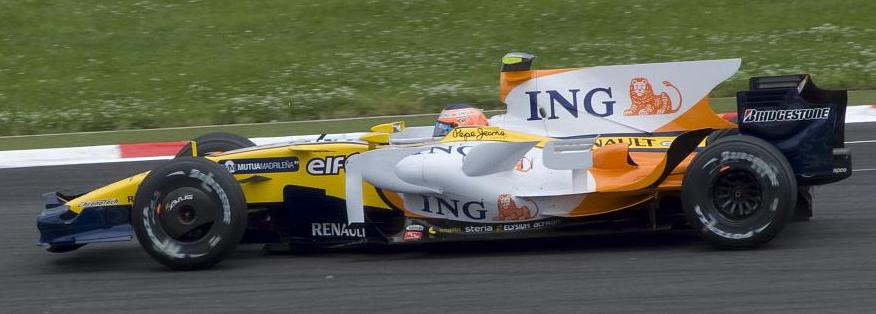
Nelson Piquet jr., hier in Frankreich 2008, fuhr zum ersten und letzten Mal in seiner Karriere aufs Podium.

### Rennen
Beim Start behielten Hamilton, Massa und Kovalainen alle ihre Startplätze. Hamilton begann sich schnell von den anderen Autos abzusetzen, etwa eine halbe Sekunde pro Runde. Hinter dem Spitzentrio überholte Kubica Räikkönen direkt beim Start. In der Haarnadelkurve (Kurve vier) überholte er dann noch Alonso und Jarno Trulli, als Alonsos eigener Überholversuch an Trulli beide Fahrer aufhielt. Der Kampf um den vierten Platz ging in der Anfangsphase des Rennens weiter. Kubica verbremste sich in Runde vier in der letzten Kurve, behinderte Trulli und ermöglichte Alonso so, auf der Hauptgeraden ein Überholmanöver zu versuchen. Trulli behielt jedoch seine Position und Alonso wurde stattdessen von Räikkönen überholt, wodurch er auf den sechsten Platz zurückfiel. Am Ende des Feldes drehte sich währenddessen Nakajima, kam aber wieder auf die Strecke und konnte ohne Schaden weiterfahren.
Bei der ersten Runde der Boxenstopps hatte Hamilton einen Vorsprung von fast 20 Sekunden vor Massa und tankte länger als alle anderen Fahrer auf den Punkteplätzen, als er in Runde 18 an die Box kam. Als Hamilton die Box verließ, machte er einen Fehler und wurde von Trulli überholt. Die beiden Fahrer kollidierten dann beinahe in der Haarnadelkurve, und Hamilton hielt sich für den Rest der Runde zurück und wartete darauf, dass Trulli an die Box kam. Trullis Teamkollege Glock blieb länger auf der Strecke als alle anderen Fahrer außer Barrichello und Piquet jr., was bedeutete, dass er bei seinem Boxenstopp tatsächlich auf dem dritten Platz lag und als Achter ins Rennen zurückkehrte.
Hamilton erlangte die Führung in der 22. Runde zurück, nachdem Massa, Kovalainen, Trulli und Räikkönen ihre Boxenstopps eingelegt hatten, und hatte zur Halbzeit des Rennens einen Vorsprung von etwa 11 Sekunden auf Massa. Hinter den Spitzenreitern begann der Viertplatzierte Kubica, Kovalainen auf dem dritten Platz einzuholen, während Trulli, Räikkönen, Alonso und Sebastian Vettel um die letzten vier Punkteplätze kämpften.
In der 36. Runde versagte Glocks rechte Hinterradaufhängung, als er aus der letzten Kurve kam. Er drehte sich um 180 Grad, bevor er mit einem heftigen Aufprall nach hinten gegen die Boxenmauer prallte und Trümmer über die Strecke flogen. Das Auto rollte in die falsche Richtung und kam im Gras zum Stehen. Ein benommener Glock befreite sich, bevor er im medizinischen Zentrum behandelt wurde. Nach dem Unfall kam das Safety-Car zum Einsatz. Als die Boxengasse in Runde 38 geöffnet wurde, fuhren die meisten Fahrer hinein, darunter alle Führenden außer Hamilton. McLaren glaubte, dass Hamilton genug Treibstoff hatte, um draußen zu bleiben. Der Plan sah vor, dass er sich dann schnell von seinen stark betankten Rivalen absetzen würde, nachdem das Safety-Car eingefahren war.
Piquet jr., der nach seiner schwachen Leistung im Qualifying eine Ein-Stopp-Strategie verfolgte, kam zufällig unmittelbar vor dem Einsatz des Safety-Cars an die Box und war bis zum Ende des Rennens ebenfalls vollgetankt. Nachdem er nach den Boxenstopps vom 14. auf den dritten Platz vorgerückt war, sollte er die Führung übernehmen, sobald Hamilton und Heidfeld (die ebenfalls nicht unter Safety-Car-Bedingungen an die Box gegangen waren) zu ihren letzten Stopps an die Box kamen. Weiter hinten drängte sich Vettel am Boxenausgang an Alonso vorbei und schob ihn über die weiße Linie, die den Boxenausgang von der Strecke trennte. Alonso beschwerte sich über Funk, es wurden jedoch keine Maßnahmen gegen einen der beiden Fahrer ergriffen. Unterdessen fiel Räikkönen um mehrere Plätze auf den 11. Platz zurück, da er sich bei den zweiten Boxenstopps hinter Massa anstellen musste.
Als das Safety-Car in Runde 42 an die Box abbog, führte Hamilton, während Heidfeld und Piquet jr. auf den Plätzen zwei und drei lagen. Dahinter standen Massa, Kubica, Kovalainen, Trulli, Vettel, Alonso, Mark Webber, Rosberg und Räikkönen. Webbers Red Bull hatte einige Runden lang Öl getropft, nachdem er Trümmer von Glocks Unfall aufgesammelt hatte, und in Runde 40 schied er aus dem Rennen aus. Räikkönen ging schnell an Rosberg vorbei und überholte dann auf dem Weg zur Haarnadelkurve die streitenden Vettel und Alonso, während Hamilton verzweifelt versuchte, sich an der Spitze abzusetzen. Räikkönen überholte Trulli zwei Runden später, während Kovalainen Kubica überholte und sich den fünften Platz sicherte. Coulthard und Barrichello kollidierten in der 48. Runde, beide Autos mussten zur Reparatur an die Box. Barrichello schied drei Runden später aufgrund von Schäden aus, die durch den Vorfall entstanden waren. Hamilton kam in Runde 50 an die Box und kam hinter Heidfeld, Piquet jr, Massa und Kovalainen zurück. Kovalainen ließ seinen Teamkollegen eine Runde später an der Haarnadelkurve vorbei, sodass Hamilton nun Vierter war. In Runde 52 fuhr Heidfeld mit 1:15,987 Minuten eine neue schnellste Rundenzeit. Er war der einzige Fahrer, der während des Grand Prix weniger als eine Minute und 16 Sekunden schaffte. Am Ende der folgenden Runde betrat Heidfeld die Box mit einem beträchtlichen Vorsprung vor Piquet jr. und kehrte bequem vor Kovalainen, aber hinter Hamilton, ins Feld zurück.
Hamiltons Geschwindigkeit ermöglichte es ihm, Massa schnell auf dem zweiten Platz einzuholen, wobei Piquet jr. mit weiteren drei Sekunden Vorsprung in Führung lag. In Runde 57 überholte Hamilton Massa in der Haarnadelkurve. Es schien, als hätte Massa die Innenlinie abgedeckt, aber er blieb bis zur Bremszone nicht ganz auf der Linie, was Hamilton die Chance gab, den zweiten Platz einzunehmen. Drei Runden später nutzte er einen ähnlichen Überholmanöver, um Piquet jr. zu überholen, obwohl der Renault-Fahrer sich stärker wehrte als Massa.
Das Rennen gewann Hamilton schließlich vor Piquet jr. Ferrari-Pilot Massa beendete das Rennen auf Platz drei. Für Hamilton war es der achte Sieg in der Formel-1-Weltmeisterschaft, für Piquet jr. die einzige Podestplatzierung seiner Karriere. Die restlichen Punkteplatzierungen belegten Heidfeld, Kovalainen, Räikkönen, Kubica und Vettel.
Giancarlo Fisichella erhielt nachträglich von der Rennleitung eine 25-Sekunden-Zeitstrafe, da er sich während der Safety-Car-Phase zu früh und damit regelwidrig zurückgerundet hatte. Er rutschte dadurch vom 14. auf den 16. Platz.
In der Fahrerwertung führte nun Hamilton vor Massa und Raikkönen. In der Konstrukteurswertung blieben die ersten drei Positionen unverändert.

## Meldeliste
| Team                      | Nr. | Fahrer               | Chassis           | Motor                | Reifen |
| ------------------------- | --- | -------------------- | ----------------- | -------------------- | ------ |
| Scuderia Ferrari Marlboro | 01  | Kimi Räikkönen       | Ferrari F2008     | Ferrari 2.4 V8       | B      |
| Scuderia Ferrari Marlboro | 02  | Felipe Massa         | Ferrari F2008     | Ferrari 2.4 V8       | B      |
| BMW Sauber F1 Team        | 03  | Nick Heidfeld        | BMW Sauber F1.08  | BMW 2.4 V8           | B      |
| BMW Sauber F1 Team        | 04  | Robert Kubica        | BMW Sauber F1.08  | BMW 2.4 V8           | B      |
| ING Renault F1 Team       | 05  | Fernando Alonso      | Renault R28       | Renault 2.4 V8       | B      |
| ING Renault F1 Team       | 06  | Nelson Piquet jr.    | Renault R28       | Renault 2.4 V8       | B      |
| AT&T Williams             | 07  | Nico Rosberg         | Williams FW30     | Toyota 2.4 V8        | B      |
| AT&T Williams             | 08  | Kazuki Nakajima      | Williams FW30     | Toyota 2.4 V8        | B      |
| Red Bull Racing           | 09  | ! David Coulthard    | Red Bull RB4      | Renault 2.4 V8       | B      |
| Red Bull Racing           | 10  | Mark Webber          | Red Bull RB4      | Renault 2.4 V8       | B      |
| Panasonic Toyota Racing   | 11  | Jarno Trulli         | Toyota TF108      | Toyota 2.4 V8        | B      |
| Panasonic Toyota Racing   | 12  | Timo Glock           | Toyota TF108      | Toyota 2.4 V8        | B      |
| Scuderia Toro Rosso       | 14  | Sébastien Bourdais   | Toro Rosso STR3   | Ferrari 2.4 V8       | B      |
| Scuderia Toro Rosso       | 15  | Sebastian Vettel     | Toro Rosso STR3   | Ferrari 2.4 V8       | B      |
| Honda Racing F1 Team      | 16  | Jenson Button        | Honda RA108       | Honda 2.4 V8         | B      |
| Honda Racing F1 Team      | 17  | Rubens Barrichello   | Honda RA108       | Honda 2.4 V8         | B      |
| Force India F1 Team       | 20  | Adrian Sutil         | Force India VJM01 | Ferrari 2.4 V8       | B      |
| Force India F1 Team       | 21  | Giancarlo Fisichella | Force India VJM01 | Ferrari 2.4 V8       | B      |
| Vodafone McLaren Mercedes | 22  | Lewis Hamilton       | McLaren MP4-23    | Mercedes-Benz 2.4 V8 | B      |
| Vodafone McLaren Mercedes | 23  | Heikki Kovalainen    | McLaren MP4-23    | Mercedes-Benz 2.4 V8 | B      |

Anmerkungen
1. ↑  McLaren-Mercedes fiel aufgrund einer Strafe infolge der Spionage-Affäre automatisch auf die letzte Position in der Teamrangliste

## Klassifikationen

### Qualifying
| Pos. | Fahrer               | Konstrukteur        | Q1       | Q2       | Q3       | Start |
| ---- | -------------------- | ------------------- | -------- | -------- | -------- | ----- |
| 01   | Lewis Hamilton       | McLaren-Mercedes    | 1:15,218 | 1:14,603 | 1:15,666 | 01    |
| 02   | Felipe Massa         | Ferrari             | 1:14,921 | 1:14,747 | 1:15,859 | 02    |
| 03   | Heikki Kovalainen    | McLaren-Mercedes    | 1:15,476 | 1:14,855 | 1:16,143 | 03    |
| 04   | Jarno Trulli         | Toyota              | 1:15,560 | 1:15,122 | 1:16,191 | 04    |
| 05   | Fernando Alonso      | Renault             | 1:15,917 | 1:14,943 | 1:16,385 | 05    |
| 06   | Kimi Räikkönen       | Ferrari             | 1:15,201 | 1:14,949 | 1:16,389 | 06    |
| 07   | Robert Kubica        | BMW Sauber          | 1:15,985 | 1:15,109 | 1:16,521 | 07    |
| 08   | Mark Webber          | Red Bull-Renault    | 1:15,900 | 1:15,481 | 1:17,014 | 08    |
| 09   | Sebastian Vettel     | Toro Rosso-Ferrari  | 1:15,532 | 1:15,420 | 1:17,244 | 09    |
| 10   | David Coulthard      | Red Bull-Renault    | 1:15,975 | 1:15,338 | 1:17,503 | 10    |
| 11   | Timo Glock           | Toyota              | 1:15,560 | 1:15,508 | ‒        | 11    |
| 12   | Nick Heidfeld        | BMW Sauber          | 1:15,596 | 1:15,581 | ‒        | 12    |
| 13   | Nico Rosberg         | Williams-Toyota     | 1:15,863 | 1:15,633 | ‒        | 13    |
| 14   | Jenson Button        | Honda               | 1:15,993 | 1:15,701 | ‒        | 14    |
| 15   | Sébastien Bourdais   | Toro Rosso-Ferrari  | 1:15,927 | 1:15,858 | ‒        | 15    |
| 16   | Kazuki Nakajima      | Williams-Toyota     | 1:16,083 | ‒        | ‒        | 16    |
| 17   | Nelson Piquet jr.    | Renault             | 1:16,189 | ‒        | ‒        | 17    |
| 18   | Rubens Barrichello   | Honda               | 1:16,246 | ‒        | ‒        | 18    |
| 19   | Adrian Sutil         | Force India-Ferrari | 1:16,657 | ‒        | ‒        | 19    |
| 20   | Giancarlo Fisichella | Force India-Ferrari | 1:16,963 | ‒        | ‒        | 20    |

### Rennen
| Pos. | Fahrer               | Konstrukteur        | Runden | Zeit        | Start | Schnellste Runde |
| ---- | -------------------- | ------------------- | ------ | ----------- | ----- | ---------------- |
| 01   | Lewis Hamilton       | McLaren-Mercedes    | 67     | 1:31:20,874 | 01    | 1:16,039 (17.)   |
| 02   | Nelson Piquet jr.    | Renault             | 67     | + 5,586     | 17    | 1:16,910 (66.)   |
| 03   | Felipe Massa         | Ferrari             | 67     | + 9,339     | 02    | 1:16,502 (19.)   |
| 04   | Nick Heidfeld        | BMW Sauber          | 67     | + 9,825     | 12    | 1:15,987 (52.)   |
| 05   | Heikki Kovalainen    | McLaren-Mercedes    | 67     | + 12,411    | 03    | 1:16,495 (63.)   |
| 06   | Kimi Räikkönen       | Ferrari             | 67     | + 14,483    | 06    | 1:16,342 (66.)   |
| 07   | Robert Kubica        | BMW Sauber          | 67     | + 22,603    | 07    | 1:16,610 (17.)   |
| 08   | Sebastian Vettel     | Toro Rosso-Ferrari  | 67     | + 33,282    | 09    | 1:16,772 (20.)   |
| 09   | Jarno Trulli         | Toyota              | 67     | + 37,199    | 04    | 1:17,023 (17.)   |
| 10   | Nico Rosberg         | Williams-Toyota     | 67     | + 37,658    | 13    | 1:17,380 (34.)   |
| 11   | Fernando Alonso      | Renault             | 67     | + 38,625    | 05    | 1:17,115 (17.)   |
| 12   | Sébastien Bourdais   | Toro Rosso-Ferrari  | 67     | + 39,111    | 15    | 1:16,969 (63.)   |
| 13   | David Coulthard      | Red Bull-Renault    | 67     | + 54,971    | 10    | 1:16,994 (18.)   |
| 14   | Kazuki Nakajima      | Williams-Toyota     | 67     | + 1:00,003  | 16    | 1:17,691 (23.)   |
| 15   | Adrian Sutil         | Force India-Ferrari | 67     | + 1:09,488  | 19    | 1:17,889 (66.)   |
| 16   | Giancarlo Fisichella | Force India-Ferrari | 67     | + 1:24,093  | 20    | 1:18,208 (67.)   |
| 17   | Jenson Button        | Honda               | 66     | + 1 Runde   | 14    | 1:17,636 (56.)   |
| ‒    | Rubens Barrichello   | Honda               | 50     | DNF         | 18    | 1:17,986 (30.)   |
| ‒    | Mark Webber          | Red Bull-Renault    | 40     | DNF         | 08    | 1:17,206 (20.)   |
| ‒    | Timo Glock           | Toyota              | 35     | DNF         | 11    | 1:16,712 (24.)   |

Anmerkungen
1. ↑  Fisichella erhielt nachträglich eine 25-Sekunden-Zeitstrafe, da er sich während der Safety-Car-Phase zu früh und damit regelwidrig zurückgerundet hatte. Er rutschte dadurch vom 14. auf den 16. Platz.

## WM-Stände nach dem Rennen
Die ersten acht des Rennens bekamen 10, 8, 6, 5, 4, 3, 2 bzw. 1 Punkt(e).

### Fahrerwertung
| Pos. | Fahrer             | Konstrukteur     | Punkte |
| ---- | ------------------ | ---------------- | ------ |
| 01   | Lewis Hamilton     | McLaren-Mercedes | 58     |
| 02   | Felipe Massa       | Ferrari          | 54     |
| 03   | Kimi Räikkönen     | Ferrari          | 51     |
| 04   | Robert Kubica      | BMW Sauber       | 48     |
| 05   | Nick Heidfeld      | BMW Sauber       | 41     |
| 06   | Heikki Kovalainen  | McLaren-Mercedes | 28     |
| 07   | Jarno Trulli       | Toyota           | 20     |
| 08   | Mark Webber        | Red Bull-Renault | 18     |
| 09   | Fernando Alonso    | Renault          | 13     |
| 10   | Rubens Barrichello | Honda            | 11     |
| 11   | Nelson Piquet jr.  | Renault          | 10     |

| Pos. | Fahrer               | Konstrukteur        | Punkte |
| ---- | -------------------- | ------------------- | ------ |
| 12   | Nico Rosberg         | Williams-Toyota     | 8      |
| 13   | Kazuki Nakajima      | Williams-Toyota     | 8      |
| 14   | David Coulthard      | Red Bull-Renault    | 6      |
| 15   | Sebastian Vettel     | Toro Rosso-Ferrari  | 6      |
| 16   | Timo Glock           | Toyota              | 5      |
| 17   | Jenson Button        | Honda               | 3      |
| 18   | Sébastien Bourdais   | Toro Rosso-Ferrari  | 2      |
| 19   | Giancarlo Fisichella | Force India-Ferrari | 0      |
| 20   | Takuma Satō          | Super Aguri-Honda   | 0      |
| 21   | Adrian Sutil         | Force India-Ferrari | 0      |
| 22   | Anthony Davidson     | Super Aguri-Honda   | 0      |

### Konstrukteurswertung
| Pos. | Konstrukteur     | Punkte |
| ---- | ---------------- | ------ |
| 01   | Ferrari          | 105    |
| 02   | BMW Sauber       | 89     |
| 03   | McLaren-Mercedes | 86     |
| 04   | Toyota           | 25     |
| 05   | Red Bull-Renault | 24     |
| 06   | Renault          | 23     |

| Pos. | Konstrukteur        | Punkte |
| ---- | ------------------- | ------ |
| 07   | Williams-Toyota     | 16     |
| 08   | Honda               | 14     |
| 09   | Toro Rosso-Ferrari  | 8      |
| 10   | Force India-Ferrari | 0      |
| 11   | Super Aguri-Honda   | 0      |